# 江戸川区立松江第一中学校
江戸川区立松江第一中学校（えどがわくりつ まつえだいいちちゅうがっこう）は、東京都江戸川区にある公立中学校である。通称「松一」

## 概要
船堀街道沿いに位置している。普通学級のほかに弱視学級と特別支援学級がある。

## 沿革
- 1947年（昭和22年）4月1日 : 江戸川区立松江第一中学校として開校、松江小学校に併置。
- 1948年（昭和23年）9月1日 : 現在地に校舎落成、移転。

## 部活動
- 運動部
  - サッカー
  - 野球
  - ソフトボール
  - ソフトテニス
  - バスケットボール
  - バレーボール
  - 卓球
  - 剣道
  - チャレンジ
- 文化部
  - 吹奏楽
  - 美術
  - 将棋
  - 書道
  - 英語
  - 自主学習

## 進学前小学校
- 江戸川区立船堀小学校
- 江戸川区立船堀第二小学校
- 江戸川区立東小松川小学校

## アクセス
- 都営地下鉄新宿線 船堀駅から徒歩8分
- 都営バス 新小21・錦25・錦27-2系統「松江第一中学校前」下車

## 著名な有名人
・中町綾(中町兄妹)
・中町JP(中町兄妹)

## 周辺
- 東京都立白鷺特別支援学校
- タワーホール船堀